# Orleanesia pleurostachys
Orleanesia pleurostachys är en orkidéart som först beskrevs av Jean Jules Linden och Heinrich Gustav Reichenbach, och fick sitt nu gällande namn av Leslie Andrew Garay och Galfrid Clement Keyworth Dunsterville. Orleanesia pleurostachys ingår i släktet Orleanesia och familjen orkidéer. Inga underarter finns listade i Catalogue of Life.